# Osker (Band)
Osker war eine US-amerikanische Punk-Rock Band, die 1998 von Devon Williams (Gitarre und Gesang) und Dave Benitez (Bass) gegründet und mit wechselnder Besetzung am Schlagzeug (hauptsächlich Phil Drazik und Matthew Dietrich) komplettiert wurde. Noch im selben Jahr veröffentlichten sie zusammen mit der Gruppe Blindsided eine Vinyl-EP auf BANKSHOT! Records und konnten über Kontakte einen Track zum Sampler "Punk-O-Rama 3" des Indie-Labels Epitaph beisteuern. Dieses war von der Band angetan und stellte Geld zur Produktion eines Albums zur Verfügung, das 2000 unter dem Titel "Treatment 5" erschien, das in typischer US-Punk-Manier gespielt und produziert war, und von Kritikern als Epitaph-typisch und vergleichbar mit u. a. Rancid bezeichnet wurde.
Bereits im Jahr 2001 erschien ebenfalls bei Epitaph das Nachfolgealbum "Idle Will Kill", das sich in Produktion und Songwriting deutlich vom Vorgänger abhob und auch von der Kritik wohlwollender aufgenommen wurde. Anfang 2002 gab Williams die Auflösung der Band bekannt. Er spielte zwischenzeitlich in Fingers Cut Megamachine und Lavender Diamond und veröffentlicht heute unter seinem eigenen Namen. Benitez spielt im Rock-Duo The Black Heartthrobs.

## Diskographie

### Studioalben
1. Treatment5 (2000, Epitaph Records)
2. Idle Will Kill (2001, Epitaph Records)

### EPs
1. Blindsided/Osker (1998, BANKSHOT! Records)

### Kompilationen/Samplerbeiträge
1. Punk-O-Rama 3 (1998, Epitaph Records)
2. Punk-O-Rama 4 (1999, Epitaph Records)
3. Punk-O-Rama 5 (2000, Epitaph Records)
4. Punk-O-Rama 6 (2001, Epitaph Records)
5. Vans: Off the Wall Sampler (2002, Cleopatra Records)
6. Mass Destruction (2003, BANKSHOT! Records)
7. The Aggravated Music BBQ Sampler (2003, Aggravated Music)